# Mieczysław Kłapa
Mieczysław Kłapa (ur. 29 grudnia 1890 w Wieliczce, zm. 28 stycznia 1963) – polski nauczyciel, inspektor szkolny, powstaniec śląski, radny i wiceprezydent Katowic.

## Życiorys
Urodził się 29 grudnia 1890 roku w Wieliczce. Ukończył seminarium nauczycielskie w Krakowie, po czym w latach 1910–1914 nauczał w szkołach elementarnych na terenie późniejszego województwa krakowskiego. W czasie I wojny światowej został wcielony do armii austriackiej. W 1916 roku na froncie wschodnim dostał się do niewoli rosyjskiej.
W 1918 roku, po powrocie do Polski wstąpił do Polskiej Partii Socjalistycznej. Do 1920 roku nauczał w Biskupinie, po czym przyjechał na Górny Śląsk. Wstąpił do Polskiej Organizacji Wojskowej Górnego Śląska. Uczestniczył w II powstaniu śląskim, był aktywny w Polskim Komisariacie Plebiscytowym, a podczas III powstania śląskiego był adiutantem dowódcy, a następnie oficerem gospodarczym w pułku zabrskim Pawła Cymsa.
Od 1922 roku był nauczycielem i organizatorem szkolnictwa na terenie województwa śląskiego. W 1922 roku został referentem personalnym Wydziału Oświecenia Publicznego, od 30 czerwca 1927 roku był inspektorem szkolnym w Świętochłowicach, a potem w Katowicach. Pracował także jako pracownik Śląskiego Wydziału Oświecenia Publicznego w Katowicach i radca Śląskiego Urzędu Wojewódzkiego. 
Działał w Związku Nauczycielstwa Polskiego, a także był sekretarzem Związku Powstańców Śląskich powiatu katowickiego. W 1926 roku został wybrany radnym Rady Miejskiej w Katowicach z list Polskiego Zjednoczenia Pracy Społecznej i Zawodowej. 17 grudnia 1928 roku założył Nauczycielski Chór Męski Okręgu Szkolnego Świętochłowice II.  
W okresie II wojny światowej przebywał w Wieliczce. Służył m.in. w Legionie Śląskim Armii Krajowej w Krakowie. Był także organizatorem tajnego nauczania.
Po wojnie, od 16 lutego do 30 września 1945 roku był wiceprezydentem Katowic, będą wówczas bezpartyjny. W latach 1946–1959 pracował na różnych stanowiskach w przemyśle, w tym w Przedsiębiorstwie Płytkich Kopalń w Katowicach. 
Jesienią 1950 roku został aresztowany pod zarzutem członkostwa w nielegalnej organizacji wywrotowej i wyrokiem sądu wojskowego skazany na 8 lat więzienia.
Zmarł 28 stycznia 1963 roku. Jego pogrzeb odbył się w Katowicach dwa dni później.

## Życie prywatne
Był żonaty z Martą z domu Majowska. W latach międzywojennych mieszkał w Katowicach przy ulicy Królowej Jadwigi 4.

## Ordery i odznaczenia
- Medal Niepodległości (1937)[2][16]
- Śląski Krzyż Powstańczy[2]
- Złoty Krzyż Zasługi[2]